# Dompas
Dompas is een bestuurslaag in het regentschap Bengkalis van de provincie Riau, Indonesië. Dompas telt 941 inwoners (volkstelling 2010).